# Controverses sur Iskcon
 (novembre 2023).
Fondée en 1966, ISKCON a connu une expansion certaine dès les années suivant sa fondation. Depuis, les controverses sont nombreuses.

## Lignée
D'après les universitaires Philippe Raxhon, Marcel Rainkin, et Bernard Godeaux, L'ISKCON est une « secte hindoue hétérodoxe qui s'inscrit dans le courant de la bhakti (dévotion à un dieu unique et personnel, en l'espèce Krishna) ». D'après La Croix, en Inde, le mouvement est considéré par les hindous comme une branche de l'hindouisme.
Le Mouvement se considère comme l'aboutissement d'une chaîne de traditions transmises par des Maîtres spirituels. À l'extrémité supérieure de cette chaîne se trouve Krishna lui-même, dont la dernière incarnation serait le brahmane Caitanya (1485-1534), le fondateur de l'ordre de Caitanya, ainsi que le vingt-deuxième Maître spirituel dans la succession de Krishna. Ce dernier rejeta en bloc le système des castes, qu'il jugeait perverti par une mauvaise interprétation basée sur des intérêts personnels liés aux privilèges acquis.
Les fidèles de « Srila Prabhupada » se considèrent donc comme étant une branche authentique du vaishnavisme, se réclamant, au travers de leur gourou aujourd'hui disparu, héritiers d'une lignée de maîtres et disciples remontant à Sri Caitanya Mahaprabhu (ami d'un autre maître vishnouïte, Vallabha) et, au-delà, à Krishna lui-même, il y a 5 000 ans de cela.
Le fondateur d'ISKCON, A.C. Bhaktivedanta Swami Prabhupada, estimait cependant que son mouvement pour la conscience de Krishna ne faisait pas partie de l'hindouisme. En effet, ISKCON considère qu'elle est la seule voie de salut, tandis que les autres branches de l'hindouisme sont vues comme inférieures, « impersonnalistes » car promouvant l'union de l'âme individuelle (Atman, jiva) avec l'âme universelle (Brahman), ce qu'ISKCON interprète comme une étape inférieure de réalisation ; pour ISKCON, l'âme individuelle doit rester toujours autre que Dieu et non se fondre en Dieu pour s'unir à l'Infini (Aham Brahmasmi : « Je suis Brahman », Soham : « Je suis Lui », Tat tvam asi : « toi aussi, tu es Cela », Ramo'hamasmi : « Je suis Râma », sont des maximes védiques qui induisent que l'âme de la créature est en réalité l'âme universelle, sans naissance ni fin, une fois libérée du cycle des réincarnations ou en chemin vers cette libération).
Par sa philosophie refusant d'assimiler l'âme de la créature à Dieu (l'Âme universelle), même délivrée des transmigrations, la doctrine d'A.C. Bhaktivedanta Swami Prabhupada peut se situer dans la lignée de la philosophie Dvaita de Madhva ; néanmoins, derrière le dualisme de Madhva considérant le monde empirique et Dieu comme réels mais foncièrement différents, « refait surface le monisme, puisque Vishnou est considéré comme la Cause première unique ».

## Historique

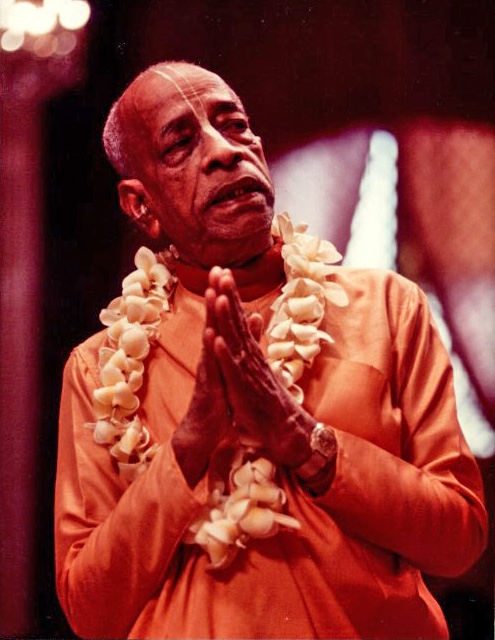
Swami Prabhupada, brâhmane, fondateur d'ISKCON.

Le mouvement fut fondé en 1966 à New York par A.C. Bhaktivedanta Swami Prabhupada (1896-1977), maître spirituel hindou originaire du Bengale occidental. Il s'est développé en Occident à partir des États-Unis en même temps qu'émergeait le mouvement de la contreculture  dont certains membres ont trouvé dans la pratique des chants, des percussions, de la musique et de la danse un dérivatif au modèle religieux conventionnel.
Avant la naissance du mouvement, Srila Prabhupada a commencé sa mission de prêche public en Inde. Il fonda la Ligue des Bhakta (dévots), à Jhansi, en 1953.
En 1971, Prabhupada revint en Inde après l'établissement de temples et de centres culturels gaudiya vaishnav aux États-Unis et en Europe tenant beaucoup de programmes publics.
Après 1971, le mouvement est devenu de plus en plus populaire et s'est étendu dans toute l'Inde, Prabhupada étant particulièrement désireux de voir ce progrès s'étendre à un projet de temple impressionnant à Mumbai, que lui et ses disciples voulaient ardemment voir établir, et qui suivront avec de grands temples à Mayapur et Vrindavan au milieu des années 1970.

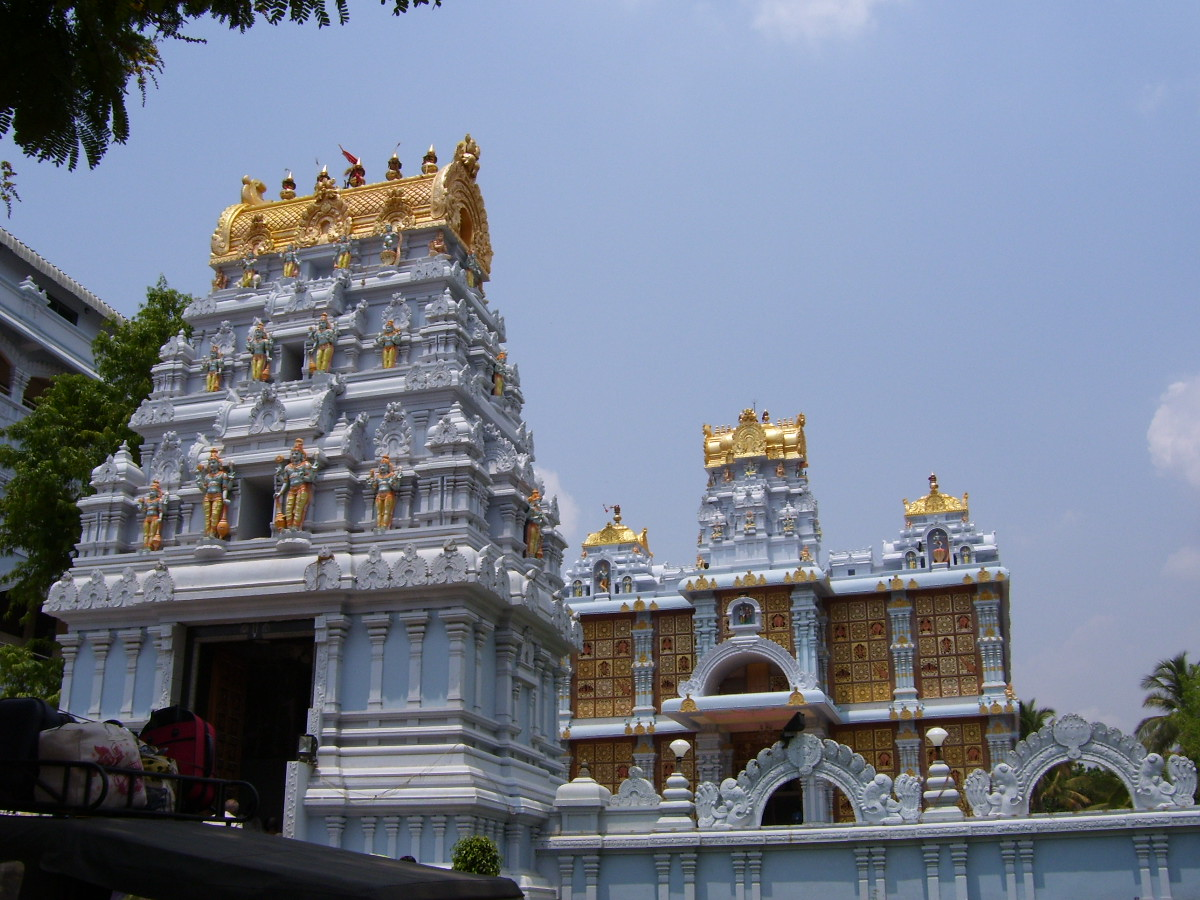
ISKCON Temple à Tirupati, Inde.

En février 1973, l'ex-Beatle George Harrison contribua au développement du groupe religieux en Grande-Bretagne et dans le monde occidental, notamment au travers de nombreuses chansons et productions. Il offrit un temple à ISKCON, le Bhaktivedanta Manor, près de Londres.
En 1971, Srila Prabhupada fonda l’association de bienfaisance « Hare Krishna Food For Life » nommée en France « Les repas Hare Krishna ». Il s’agit d’une distribution gratuite de nourriture végétarienne. Dans les pays du tiers-monde et, de plus en plus, dans les pays industrialisés, la distribution à grande échelle de repas gratuits serait l’une des principales activités humanitaires de l’ISKCON. À ce jour, plus de 58 millions de repas auraient été servis à travers le monde,,.
En 1996, le Gouvernement indien gratifia les accomplissements de Prabhupada, fondateur d'ISKCON, en émettant un timbre commémoratif en son honneur lors des célébrations de son centenaire.

Le 5 avril 1998, lors du discours d'inauguration du centre culturel d'ISKCON à New Delhi, Atal Bihari Vajpayee, à l'époque premier ministre de l'Union indienne, déclara :

« Si la Bhagavad Gita, texte sacré pour toutes les traditions hindoues, a été et est imprimée à des millions d'exemplaires et traduite en un si grand nombre de langues, distribuée dans tous les coins et recoins du monde, c'est principalement grâce à ISKCON que l'on doit ce service, sacré et grand. Pour ce seul accomplissement, les Indiens devraient être éternellement reconnaissants envers l'armée spirituelle consacrée par Swami Prabhupada, le fondateur du mouvement Haré Krishna, ainsi qu'envers ses disciples... L'arrivée de Bhaktivedanta Swami Prabhupada aux États-Unis en 1965, et la popularité spéciale que son mouvement a gagnée dans le laps de temps très court de douze années, doivent être considérées comme un des événements spirituels les plus importants du siècle. »

— Atal Bihari Vajpayee - avril 1998,
En novembre 2006, le gouvernement kazakh décida de démolir avec l'aide de la police, au bulldozer, les maisons appartenant à des fidèles du mouvement Hare Krishna, habités seulement par des femmes et des enfants, les hommes travaillant alors à la ville. « Les organismes hindous nationaux du Royaume-Uni, des États-Unis, du Canada, d'Australie, et d'autres pays demandent au gouvernement du Kazakhstan d'arrêter le harcèlement et la discrimination des hindous », a indiqué Ramesh Kallidai, secrétaire général du forum hindou de la Grande-Bretagne. Ces faits furent condamnés par  Washington et le gouvernement britannique [réf. souhaitée].
Comme d'autres temples hindous en Inde, un temple d'ISKCON a subi des attaques terroristes, faisant de nombreuses victimes (la plupart étant Indiens), morts et blessés, comme à Imphal, en 2006, à Manipur,.
En 2016, l'ISKCON a annoncé être en train d’élever en Inde un temple de proportions pharaoniques, le Vrindavan Chandrodaya Mandir, dédié à Krishna. Situé dans l’Uttar Pradesh, ce sanctuaire devrait atteindre 210 mètres de hauteur et 70 étages, et coûter l'équivalent de 42 millions d'euros ; sa livraison est prévue pour 2022.

## Classification comme secte en France
En 1995, le mouvement est classé comme secte par la commission d'enquête française sur les sectes, estimant qu'il avait « réalisé de substantiels bénéfices commerciaux par le biais d'associations à but soi-disant désintéressé », que des témoignages avaient été recueillis au sujet d'astreintes à un effort physique important pouvant « réduire l'esprit critique ». Le rapport fait aussi état (au conditionnel) d'« embrigadement des enfants », de « discours antisocial », de « trouble à l'ordre public » (s'appuyant sur les rapports des Renseignements généraux).
Selon un rapport publié en 2006 par la Miviludes, d'une manière générale les sectes peuvent avoir, en ce qui concerne les enfants, une activité particulièrement préoccupante. Le Monde relève dans ce rapport que chez les « dévots de Krishna » les enfants « ont un emploi du temps harassant (lever à 3 h 30, coucher à 20 h 30 pour les 10-15 ans) ».
Début 2008, le responsable de la Miviludes mentionne dans une interview sur la politique et l'action de la Miviludes qu'il estimait que des mouvements, un temps mis en cause, « étaient rentrés dans les clous », citant le Mandarom ou Hare Krishna, mais continue d'exprimer des inquiétudes[réf. nécessaire].

Selon Diana Eck (en), professeur d’histoire des religions à l'université de Harvard  : 

« Certains ont apposé au mouvement Hare Krishna l’étiquette de “secte” et remis en question son authenticité. C’est là un triste et déplorable témoignage de notre isolement culturel. Cette tradition religieuse exige une place respectable dans la vie spirituelle de l’homme. Ce culte ne doit en aucun cas être discrédité ou déprécié par l’appellation de “secte”, et la dignité de son héritage et de son histoire unique ne doit pas non plus être rabaissée par la confusion de ceux qui voudraient, sans discrimination aucune et d’un simple geste, l’identifier à l’une des trop nombreuses sectes d’aujourd’hui si populaires. »

Selon le Dictionnaire des groupes religieux aujourd'hui, « de nombreux observateurs ont contesté les méthodes du mouvement, en particulier la rupture avec la famille et le danger de dépersonnalisation de jeunes candidats ». Les disciples doivent se soumettre totalement au Maître spirituel duquel ils reçoivent le savoir védique. Ils ne doivent pas manger de viande, du poisson et des œufs, et ne pas « s'intoxiquer », c'est-à-dire ne pas consommer tabac, alcool, drogue, café, thé. D'après l'ouvrage Les sectes - État d'urgence, les disciples vivant dans les ashrams n'en sortent pas excepté pour les « missions » comme les quêtes, et doivent briser « cinq chaînes matérialistes » : corps, proches, terre natale et biens matériels, coutumes religieuses antérieures. C'est le maître du disciple qui décide des mariages, mais qui peut aussi les dissoudre à sa guise quand sonne pour l'homme l'heure du renoncement (sannyasa), ce qui revient à une répudiation pure et simple de l'épouse. Le programme journalier comporte six heures de dévotion, onze heures de travail, deux heures pour les ablutions et les repas, et seulement cinq heures de repos. Les enfants sont souvent placés dans d'autres ashrams que les parents, et éduqués « hors du monde réel ». L'enfant est « prisonnier de la secte ».
Dans Les Sectes : un mal profond de civilisation, le journaliste Xavier Pasquini affirme que « la secte est divisée en quatre niveaux qui évoquent les castes de la société hindoue, les religieux, les administrateurs, les « productifs » et les serviteurs ». Dans ce système ne se trouvent que des hommes : les femmes en sont exclues. Elles sont marginalisées et dévalorisées, considérées suivant les préceptes de Krishna comme étant moins intelligentes que les hommes. Leur fonction première est de se mettre au service de l'homme pour que celui-ci puisse être le meilleur dévot possible, et elles s'occupent des tâches domestiques. Le maître spirituel dirige les relations sexuelles, qui ne doivent servir qu'à la procréation et dont le plaisir est exclu, et certaines femmes n'ont pas de vie sexuelle pendant des années. Elles affirment alors ne pas en souffrir et avoir un plaisir supérieur à l'écoute des textes sacrés. Selon Xavier Pasquini, l'enseignement des enfants est systématiquement rattaché aux textes religieux. Par exemple, un album de coloriage n'est constitué que de thèmes religieux. L'« enseignement sectaire » est ainsi ininterrompu.
Selon Massimo Introvigne, cité comme « spécialiste italien des nouveaux courants religieux » par La Croix , il existe plusieurs définitions de ce qu'est une secte, et si l'on se réfère à la définition sociologique de 1985 des sociologues Rodney Stark et William Sims Bainbridge, l'ISCKON pourrait ne pas être une « secte », mais un « culte ». En effet, selon ces sociologues, les « sectes » sont des « groupes religieux déviants à l'intérieur d'une tradition non déviante », et les « cultes » sont des « groupes religieux déviants à l'intérieur d'une tradition déviante ». Or, d'après Massimo Introvigne, les Hare Krishna, « au moins en Occident, non seulement (...) sont considérés comme « déviants » en tant que groupe, mais (...) la tradition religieuse elle-même - orientale - d'où ils tirent leurs références et leurs symboles est perçue comme étrangère et exotique par la société environnante ». Massimo Introvigne rajoute par ailleurs que, d'une manière générale, lorsqu'un groupe est qualifié de secte dans les médias, il s'agit d'un groupe suspecté d'être dangereux, c'est-à-dire susceptible d'enfreindre les lois. Le mot « secte » n'a plus alors un sens sociologique ou théologique, mais criminologique. Enfin, Massimo Introvigne affirme que les enquêtes des commissions parlementaires n'ont pas été jugées satisfaisantes par de nombreux spécialistes, particulièrement en France et en Belgique, où ces enquêtes ont insisté sur la notion de « manipulation mentale », contestée par de nombreux spécialistes universitaires. Selon lui, les critiques ont été vives, car dans les listes de « sectes dangereuses » proposées par les Commissions parlementaires, « sont apparues aussi des réalités respectées et respectables, et même des mouvements catholiques reconnus par l'Église ».

## La crise Ehrlichmann en France
William (ou Bill) Ehrlichman, en religion Srila Bhagavan Das, est un citoyen américain né à Washington en 1947 qui a renoncé à ses études de médecine pour entrer au service de Krishna. A la mort du fondateur de la secte, il est désigné comme guru pour l'Europe méridionale, dont fait partie la France. Il se montre très entreprenant avec l'argent du groupe : en 1980, il fait en particulier acheter l'hôtel d'Argenson dans le quartier du Marais à Paris et le château d'Oublaisse à Luçay-le-Mâle (Indre). Il fait aussi louer le château d'Ermenonville (Oise) en 1981 pour en faire le siège européen du mouvement et y résider. Son train de vie devient rapidement luxueux, tandis que les adeptes vivent de peu. Frappé par une ordonnance de fermeture administrative du château d'Ermenonville, pour non-conformité des installations électriques aux normes de sécurité, et par un redressement fiscal, il quitte subitement l'Europe en septembre 1986, en y abandonnant sa femme et ses trois enfants, mais sans oublier d'emporter les fonds qui restent au mouvement. Il va ensuite se remarier et refaire sa vie aux États-Unis. Il laisse l’œuvre dans un état catastrophique, en faillite financière et aussi en pleine crise morale ; le nombre des adhérents français s'effondre (il en reste 50 selon certaines sources)[source insuffisante],.
Cette crise a conduit l'ISKCON à présenter des excuses aux membres blessés en 1987 mais surtout à refonder complètement l'organisation en France : seule une petite élite continuera à vivre en communauté, tandis que 95% des adeptes vivront désormais dans des cellules familiales classiques, se retrouvant à intervalles réguliers pour célébrer le culte et s'organisant au travers d'associations 1901. On renonce au château d'Ermenonville, qui était loué ; celui d'Oublaisse sera conservé. Le nouveau dirigeant, le Canadien Lucien Dupuy, en religion Swambhar Das, ancien bras droit du guru en fuite, fait lentement remonter la pente à la secte pendant les 10 ans qui suivent[source insuffisante].

## Question du traitement des enfants
La vie des enfants dans les communautés d'ISKCON est étroitement encadrée : lever tôt le matin, participation aux activités cultuelles matinales, coucher soit à 18 heures, soit à 20h30 en fonction de l'âge. Les garçons ont le crâne rasé et portent le dhoti ; les filles sont maquillées comme des femmes ‑ pour plaire au grand séducteur Krishna ‑ et portent le sari. Les enfants sont fréquemment élevés séparés de leurs parents, affectés à d'autres communautés. L'enfant, ainsi isolé et éduqué hors du monde réel, est étroitement dépendant de l'organisation, qu'il ne peut quitter.
Au cours des années 1990, le New York Times révéla plusieurs scandales sexuels impliquant des mineurs au sein du mouvement,.
En 1997, l'ISKCON crée un bureau de protection de l'enfance afin d'aider les dirigeants à repérer et prévenir les cas d'abus sexuels. Le bureau enquête aussi sur les cas d'abus passés et les signale à la police.
En 1998, l'ISKCON reconnaît publiquement dans sa revue officielle l'existence de nombreux sévices et abus sexuels sur les enfants survenus dans les internats du mouvement dans les années 1970 et 1980 aux États-Unis et en Inde,,.
En 2005, les dirigeants ont entamé l'exécution des termes du compromis de 9,5 millions de dollars qui achève le long scandale des viols d'enfants. [réf. à confirmer] D'après le plan, la Société Internationale pour la Conscience d'Hare Krishna a demandé sa mise en faillite à Los Angeles, pendant qu'elle détermine comment compenser les 535 anciens élèves qui ont dit être violés durant les années 1970 et 1980 par des adultes sévissant dans des écoles d'ISKCON. Ce compromis met un terme aux abus commis dans les temples et écoles d'ISKCON aux États-Unis et en Inde, viols ayant déclenché une poursuite judiciaire générale en 2001 (class action). Dès lors, pour combattre au mieux de telles atrocités, ISKCON a créé un bureau de la protection de l'enfance à échelle mondiale, afin de repérer les auteurs de sévices ayant déjà eu affaire à la justice ou potentiels, pour instruire et prévenir les enfants et les parents sur les abus sur enfants, et pour encourager la vigilance de tous. Face au besoin d'établir la transparence et la responsabilité parmi ses membres, ISKCON a encouragé l'établissement d'une organisation de médiation, ISKCON Resolve.
En 2006, au cours des auditions de la commission d'enquête parlementaire installée en juin et ayant rendu son rapport en décembre, le directeur général de la Police nationale, Michel Gaudin, indique que « D'après les études sur Krishna, l'Église de Scientologie ou les raéliens, les enfants concernés sont, la plupart du temps, ceux dont les parents sont eux-mêmes adeptes de sectes. », et qu'il ne croit pas qu'il « existe de recrutement direct d'enfants, sinon de façon extrêmement limitée ».
En 2017, en France, un adepte du mouvement présenté par l'UNADFI comme un gourou a été condamné à 20 ans de réclusion criminelle pour viols aggravés sur personnes vulnérables et corruption de mineures.

## Critique au regard de la tradition hindoue

### Influence occidentale d'ISKCON
Dominique Wohlschlag, sanskriste et indianiste, considère que l’Association internationale pour la conscience de Krishna se rattache effectivement au courant initié par Chaitanya, mais a une influence pudibonde issue du colonisateur britannique, ne serait-ce que par ses productions artistiques « calquées sur ce qu'en Occident on appelle l'art pompier ou le kitsch » ; il cite à l'appui le jugement  de Klaus Klostermaier, docteur en philosophie et universitaire spécialiste de l'hindouisme et de l'histoire de l'Inde :

« « … le mouvement occidental Hare Krishna (mis à part ses atours culturels indiens) ressemble bien davantage à un mouvement piétiste et puritain britannique du dix-neuvième siècle qu'à un mouvement religieux hindou typique. Ses idées d'ordre, de propreté, de travail efficace et d'obéissance littérale aux injonctions du maître n'ont guère de parallèle dans l'histoire religieuse de l'Inde » (1986:165-6). Il n'est pas rare dans l'histoire récente que des peuples qui se sont enfin débarrassés de la mainmise coloniale gardent parfois de leurs anciens exploiteurs ce qu'il y a de pire dans la mentalité de ceux-ci. »

— Dominique Wohlschlag, Le théâtre de l'extase .

### Relativisation de l'hindouisme
Le fondateur d'ISKCON, A.C. Bhaktivedanta Swami Prabhupada, estimait que son mouvement pour la conscience de Krishna ne faisait pas partie de l'hindouisme . En effet, ISKCON considère qu'elle est la seule voie de salut, tandis que les autres branches de l'hindouisme sont vues comme inférieures, « impersonnalistes » car promouvant l'union de l'âme individuelle (Atman, jiva) avec l'âme universelle (Brahman), ce qu'ISKCON interprète comme une étape inférieure de réalisation ; pour ISKCON, l'âme individuelle doit rester toujours autre que Dieu et non se fondre en Dieu pour s'unir à l'Infini (Aham Brahmasmi : « Je suis Brahman », Soham : « Je suis Lui », Tat tvam asi : « toi aussi, tu es Cela », Ramo'hamasmi : « Je suis Râma », sont des maximes védiques qui induisent que l'âme de la créature est en réalité l'âme universelle, sans naissance ni fin, une fois libérée du cycle des réincarnations ou en chemin vers cette libération).
Il est à noter qu'il y a en Inde beaucoup d'autres traditions religieuses krishnaïtes qui ne sont pas liées à ISKCON et ne sont pas sectaires : elles se revendiquent pleinement comme des branches de l'hindouisme (pour ces traditions hindoues dédiées au Seigneur Krishna, et contrairement à ce qu'affirme ISKCON, il n'y a pas qu'une seule voie de salut). En effet, les Véda et ses Upanishads, textes fondamentaux de l'hindouisme, enseignent que l'on peut atteindre la Vérité (Satya) et la Libération (Moksha) par plusieurs chemins, par plusieurs techniques de yoga ; par exemple :

« Dès lors que l'on a compris l'équivalence des différents membres du yoga, qui pointent vers le même et unique Brahman, on doit s'absorber en ce Brahman égal, uniforme. Sinon il n'y a pas vraiment atteinte de l'équanimité. Sinon, tel un arbre sec, l'esprit s'installe dans la raideur, une uniformité qui fige tout de part en part. »

— Tejo Bindu Upanishad (Krishna Yajur Véda).
Enfin, la qualification d'« impersonnalisme » (souvent utilisée par ISKCON) n'existe nulle part dans les écrits sacrés brahmaniques, hindous : c'est une invention du fondateur d'ISKCON, A.C. Bhaktivedanta Swami Prabhupada, pour nommer toutes les branches de l'hindouisme qui ne correspondent pas à sa doctrine.
Par sa philosophie refusant d'assimiler l'âme de la créature à Dieu (l'Âme universelle), même délivrée des transmigrations, la doctrine d'A.C. Bhaktivedanta Swami Prabhupada peut se situer dans la lignée de la philosophie Dvaita de Madhva ; néanmoins, derrière le dualisme de Madhva considérant le monde empirique et Dieu comme réels mais foncièrement différents, « refait surface le monisme, puisque Vishnou est considéré comme la Cause première unique ».